# Фредерік Томс
Фредерік Томс (англ. Frederick Toms, 15 квітня 1885 — 26 червня 1965) — канадський академічний веслувальник.
Бронзовий призер Олімпійських Ігор 1908 року в складі розпашної двійки без стернового.